# Athanasius Kircher
Athanasius Kircher (Geisa, Alemanha, 2 de maio de 1602 – Roma, Itália, 27 de novembro de 1680) foi um jesuíta, matemático, físico, e inventor alemão nascido em Geisa, Rhön, famoso por sua versatilidade de conhecimentos e particularmente sua habilidade para o conhecimento das ciências naturais.

## Vida e obra
Seu pai, John Kircher, estudou Filosofia e Teologia em Mogúncia, sem, porém, ter sido ordenado, obteve o grau do doutor na faculdade posterior, dissertando em Teologia na casa Beneditina, em Seligenstadt. Seu filho estudou ciências humanas na Faculdade Jesuítica, em Fulda, e em 1618 entrou para a Companhia de Jesus, em Paderborn.

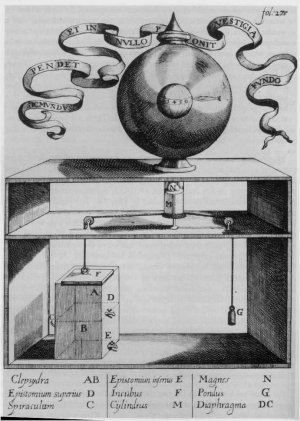
Relógio magnético de Kircher

Ao término do noviciado mudou-se para Colônia para estudar Filosofia, em plena Guerra dos 30 Anos. O jovem e talentoso estudante dedicou-se especialmente às ciências naturais e aos idiomas clássicos, especialidade na qual ele logo passou a ensinar nas filiais das faculdades Jesuíticas, em Coblença e Heiligenstadt. Em Mogúncia, onde ele começou os estudos teológicos em 1625, atraiu a atenção por sua habilidade como um experimentalista.
Ordenado padre em 1628, antes mesmo de terminar seu último ano probatório, em Espira, foi convidado para assumir a cadeira de Ética e Matemática na Universidade de Vurzburgo, enquanto ao mesmo tempo já ensinava sírio e hebreu. Porém, por causa da guerra, foi obrigado a ir primeiro para Lyon, na França (1631), e depois para Avinhão.
Em Aix tomou conhecimento da pesquisa do intelectual francês Nicolas-Claude Fabri de Peiresc, sobre os hieróglifos egípcios, e o famoso intelectual viu nele o homem certo para resolver o enigma egípcio e solicitou sua liberação dos Jesuítas para que ele pudesse ficar em Roma dedicando-se à pesquisa. Viveu, então, o resto de sua vida em Roma, cidade onde morreu, onde papas, imperadores, príncipes e prelados respeitavam suas investigações e, essencialmente, suas opiniões.
Depois de seis anos na Universidade de Roma, onde ensinou Física, Matemática e idiomas orientais, foi liberado destes deveres para que pudesse ter liberdade nos estudos e se dedicar à pesquisa científica formal, especialmente no sul da Itália e Sicília. Viajou para Malta e estudou o vários vulcões entre Nápoles e a ilha. Especialmente estudou um fenômeno no Estreito de Messina (1638) onde, além do barulho da onda, um estrondo subterrâneo atraiu a sua atenção.
Em Trapani e Palermo seu interesse foi despertado pelos restos de elefantes antediluvianos. Mas antes de tudo ele tentou descobrir o poder subterrâneo dos vulcões Etna e Estrômboli, então em erupção, especialmente influenciado pelos fenômenos provocados pela assustadora erupção do Vesúvio (1630).
Estudou as ciências da alquimia, astrologia e horoscopia, que ainda estavam muito em voga em seu tempo. Usando um microscópio rudimentar, examinou doentes com peste e observou pioneiramente os vermes, construiu um aparelho para projetar imagens, conhecido como lanterna mágica (1646) e relacionou peste bubônica com putrefação.

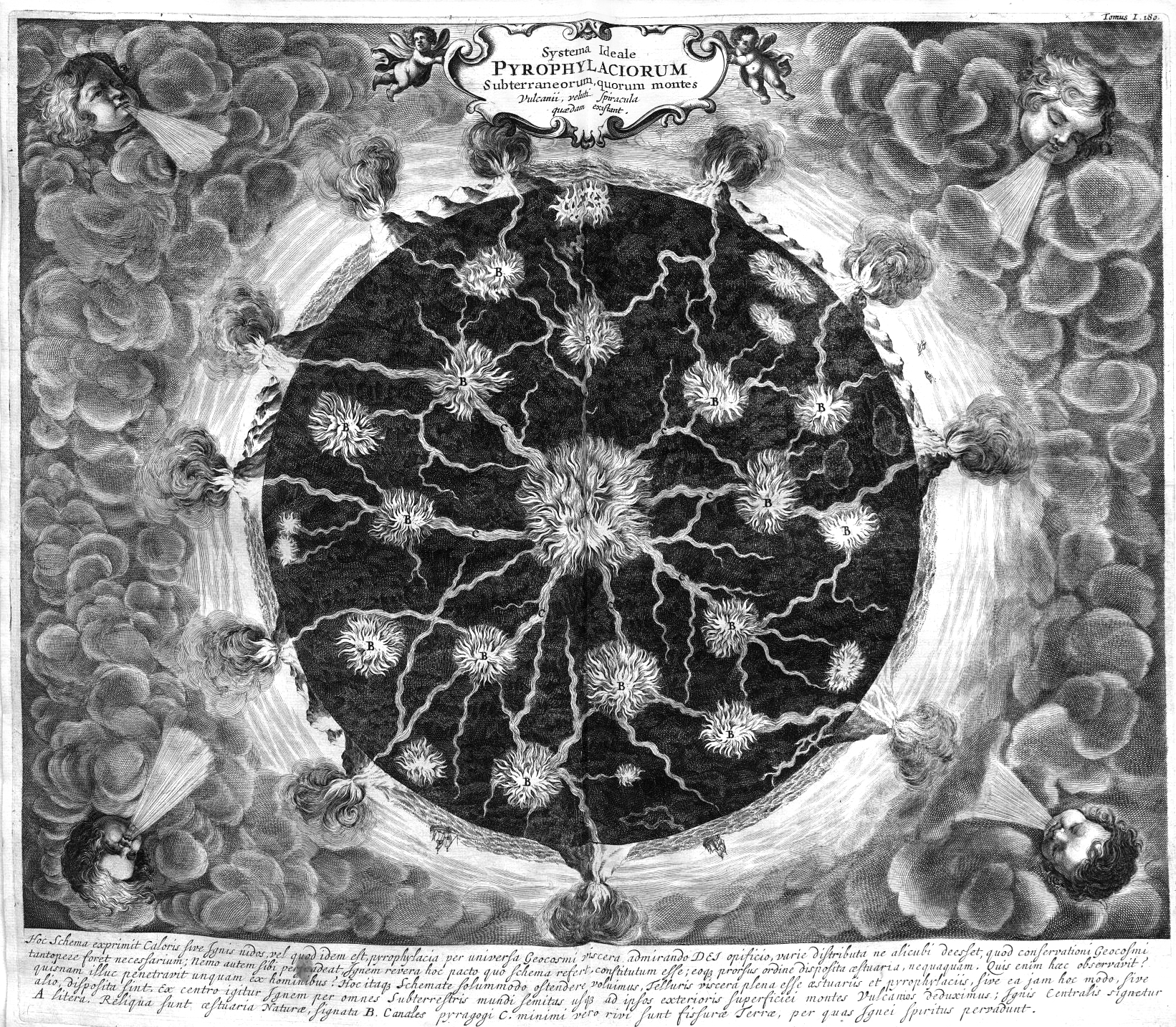
Modelo de Kircher do fogos internos da Terra, do Mundus Subterraneus.

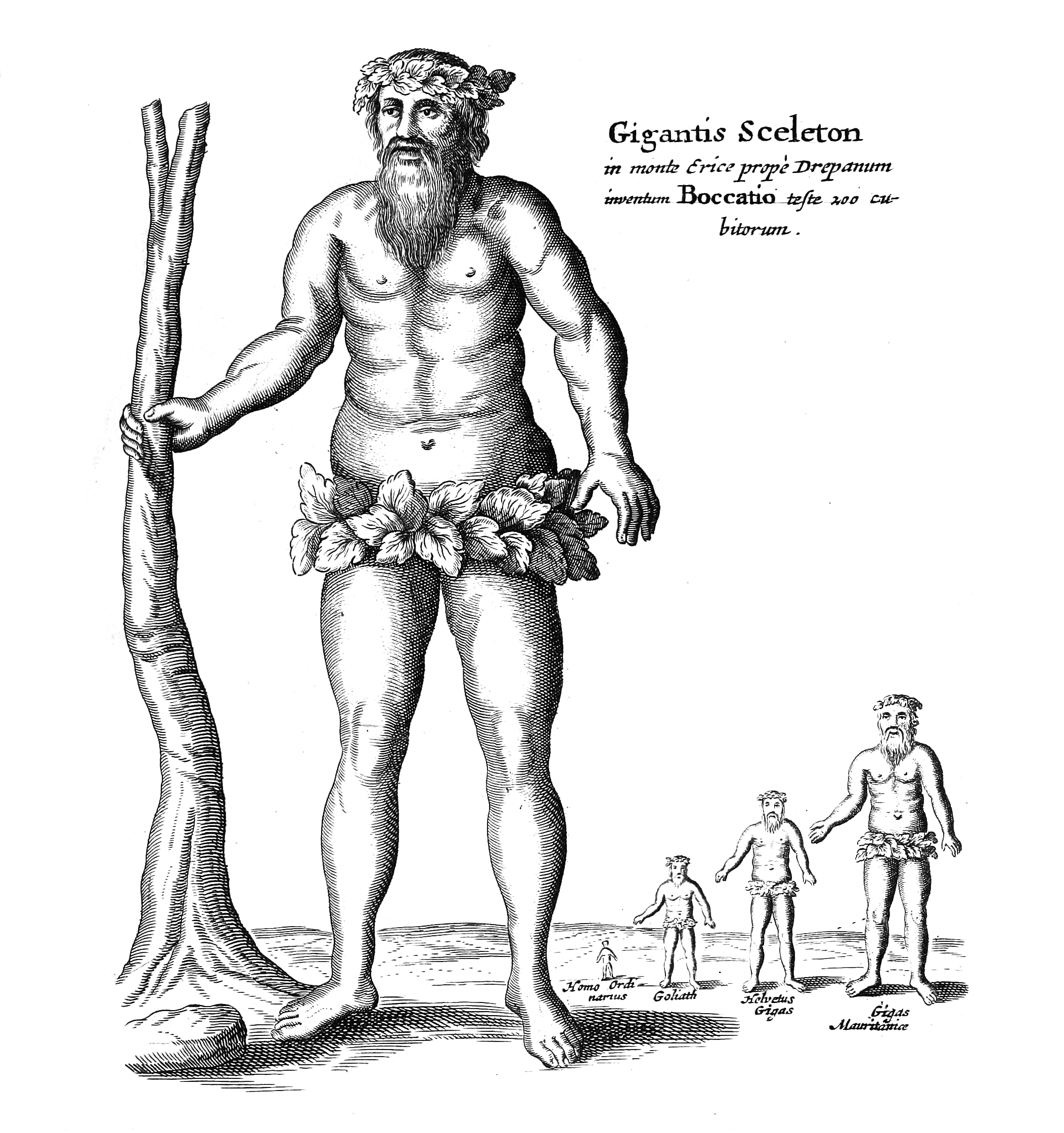
Fósseis gigantes foram alegadamente associados às raças humanas gigantes em Mundus subterraneus

Para se ter uma ideia aproximada da sua atividade literária é necessário observar que durante sua curta estada em Roma nada menos que quarenta e quatro livros foram escritos por ele, entre eles: Specula Melitensis Encyclica sive syntagma novum instrumentorum physico-mathematicorum (1638), Magnes sive de arte magnetica (1640), Lingua ægyptiaca restituta (1643), Ars magna lucis et umbræ (1644), Musurgia universalis sive ars consoni et dissoni (1650), Itinerarium extaticum s. opificium coeleste (1656), Iter extaticum secundum, mundi subterranei prodromus (1657), Scrutinium physico-medicum contagiosæ luis, quæ pestis dicitur (1658), Obeliscus Pamphylius (1660) e Polygraphia seu artificium lingarum, quo cum omnibus totius mundi populis poterit quis correspondere (1663) e Mundus Subterraneus (1678).

## Obras
- 1631 Ars Magnesia
- 1635 Primitiae gnomoniciae catroptricae
- 1636 Prodromus coptus sive aegyptiacus
- 1637 Specula Melitensis encyclica, hoc est syntagma novum instrumentorum physico- mathematicorum
- 1641 Magnes sive de arte magnetica
- 1643 Lingua aegyptiaca restituta
- 1645–1646 Ars Magna Lucis et umbrae in mundo
- 1650 Obeliscus Pamphilius
- 1650 Musurgia universalis, sive ars magna consoni et dissoni
- 1652–1655 Oedipus Aegyptiacus
- 1654 Magnes, sive de arte magnetica (terceira edição expandida)
- 1656 Itinerarium extaticum s. opificium coeleste
- 1657 Iter extaticum secundum, mundi subterranei prodromus
- 1658 Scrutinium Physico-Medicum Contagiosae Luis, quae dicitur Pestis
- 1660 Iter extaticum coeleste
- 1660 Pantometrum Kircherianum … explicatum a G. Schotto
- 1661 Diatribe de prodigiosis crucibus
- 1663 Polygraphia, seu artificium linguarium quo cum omnibus mundi populis poterit quis respondere
- 1664–1678 Mundus subterraneus, quo universae denique naturae divitiae
- 1665 Historia Eustachio-Mariana
- 1665 Arithmologia
- 1666 Obelisci Aegyptiaci … interpretatio hieroglyphica
- 1667 China Monumentis, qua sacris qua profanis
- 1667 Magneticum naturae regnum sive disceptatio physiologica
- 1668 Organum mathematicum
- 1669 Principis Cristiani archetypon politicum
- 1669 Latium
- 1669 Ars magna sciendi sive combinatorica
- 1673 Phonurgia nova, sive conjugium mechanico-physicum artis & natvrae paranympha phonosophia concinnatum
- 1675 Arca Noe
- 1676 Sphinx mystagoga
- 1676 Obelisci Aegyptiaci
- 1679 Musaeum Collegii Romani Societatis Jesu
- 1679 Turris Babel, sive Archontologia
- 1679 Tariffa Kircheriana sive mensa Pythagorica expansa
- 1680 Physiologia Kicheriana experimentalis

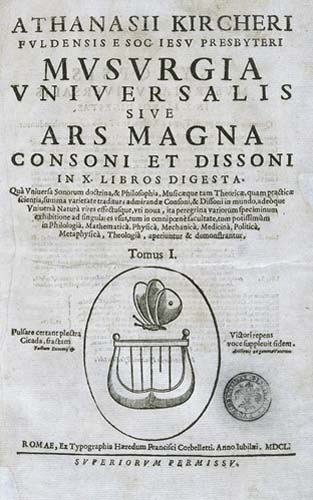
Musurgia universalis (1650)
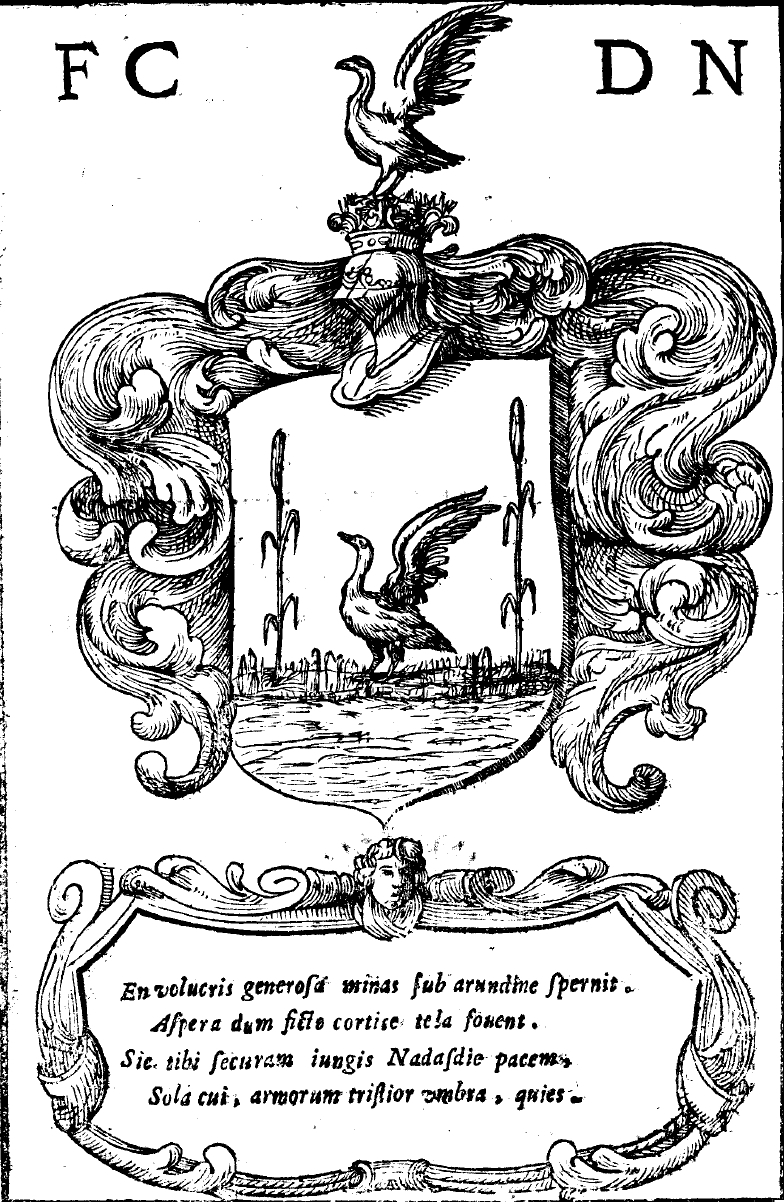
Arithmologia (1665)
Latium (1671)
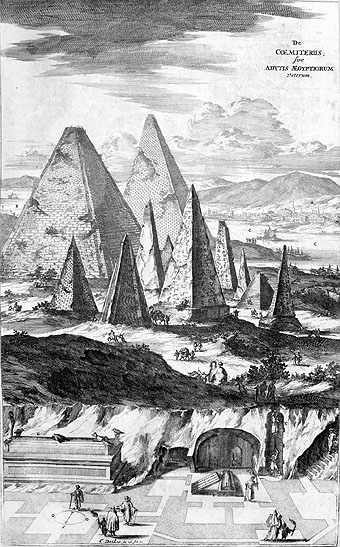
Sphinx mystagoga (1676)
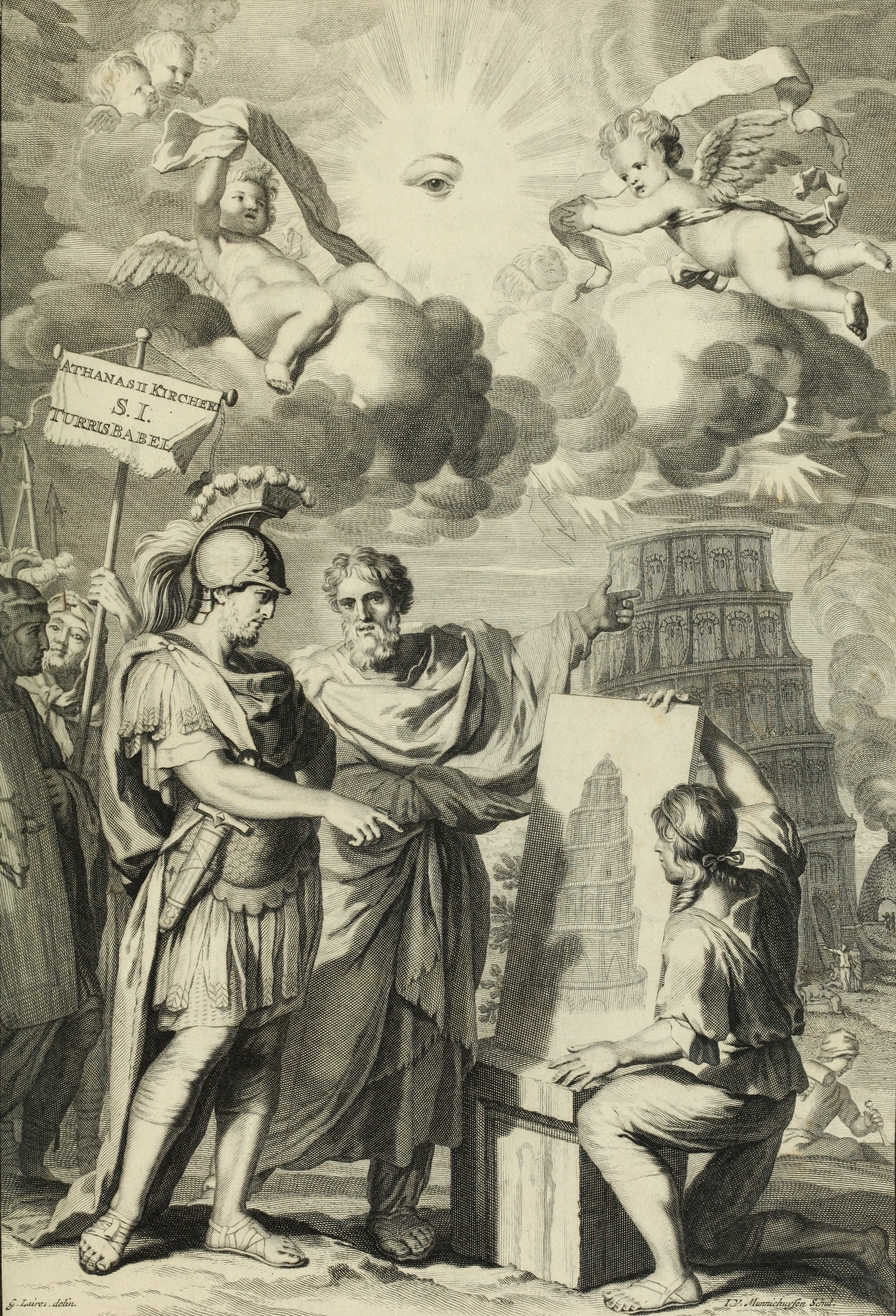
Turris Babel (1679)